# 黄嘌呤
黄嘌呤（英語：xanthine）是一種廣泛分佈於人體及其他生物體的器官及體液中的一種嘌呤鹼，常用作温和的兴奋剂和支气管扩张剂，特别用于治疗哮喘症状。咖啡因、茶碱及可可碱（主要在巧克力中发现）等常見的溫和興奮劑均由黄嘌呤衍生出來。
黄嘌呤也是嘌呤代謝後的产物，并会在黄嘌呤氧化酶的作用下转换为尿酸，有時累積過度會在某些人群中造成痛風的症狀。
黄嘌呤是嘌呤衍生物，并且很少在核酸的成分中发现。